# Kamo no Mabuchi
Kamo no Mabuchi (賀茂 真淵?  24 de abril de 1697-27 de noviembre de 1769) fue un poeta y filólogo japonés, discípulo de Kada no Azumamaro. Es reconocido como uno de los cuatro grandes del kokugaku (corriente intelectual que se oponía al estudio de los tratados budistas en favor de los clásicos japoneses).

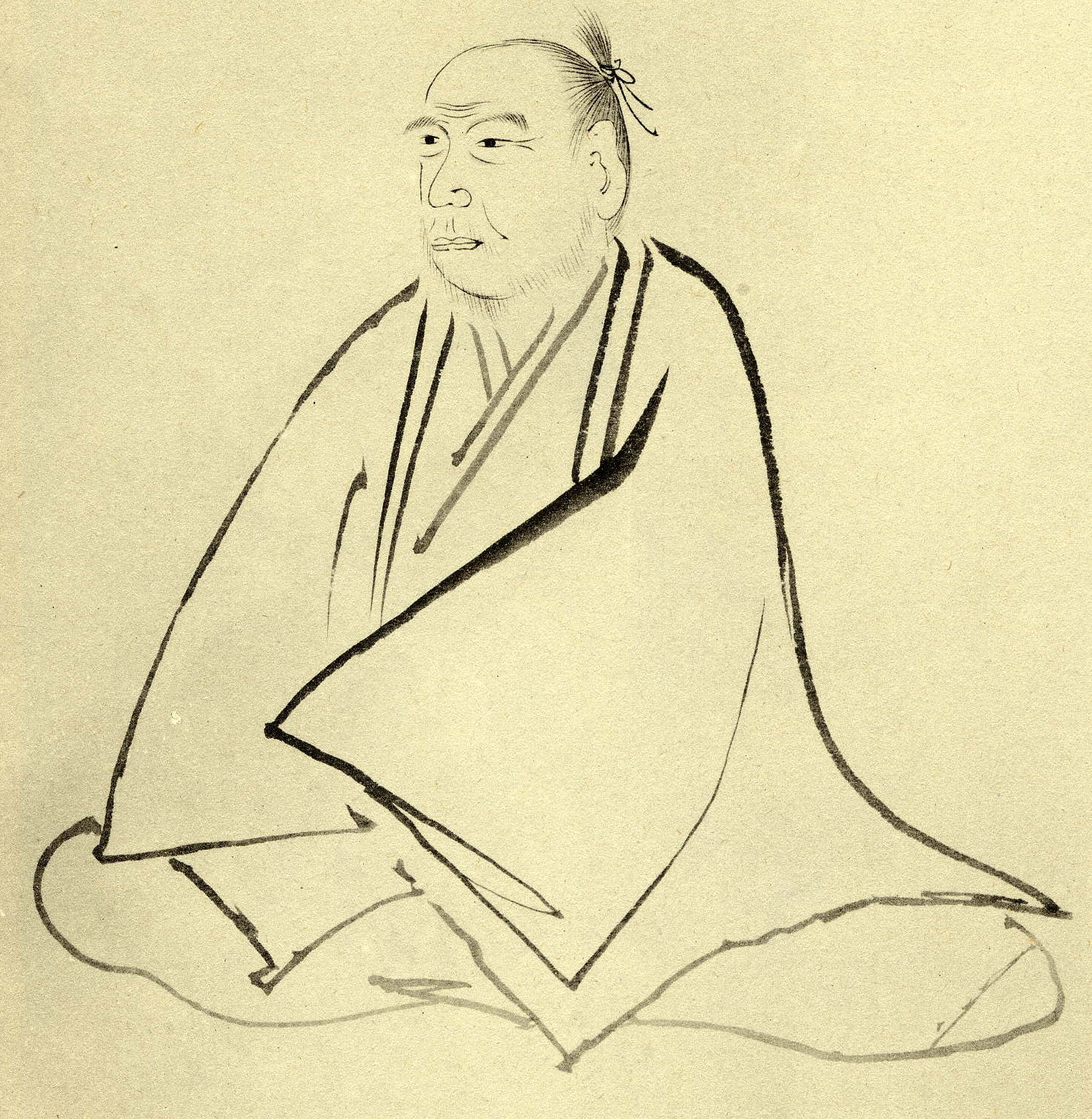
Retrato de Kamo no Mabuchi

Los trabajos de Mabuchi incluyen comentarios del Man'yōshū, de los norito (rezos sintoístas), kagura (danzas sintoístas), el Genji Monogatari, poemas y otros trabajos antiguos.
Tuvo como discípulos a Motoori Morinaga, Arakida Hisaoyu, Kato Chikage, Murata Harumi, Katori Nahiko, Hanawa Hokiichi, Uchiyama Matatsu y Kurita Hijimaro.
- Wikimedia Commons alberga una categoría multimedia sobre Kamo no Mabuchi.
- Portal:Japón. Contenido relacionado con Japón.

- Datos: Q1343397
- Multimedia: Kamo no Mabuchi / Q1343397